# Personidae
Personidae là một họ ốc biển, là động vật thân mềm chân bụng sống ở biển trong nhánh Littorinimorpha.

## Phân loại
- Chi Distorsio Röding, 1798
  - Distorsio anus Linnaeus, 1758
  - Distorsio constricta Broderip, 1833
  - Distorsio decipiens Reeve, 1844
  - Distorsio kurzi Petuch & Harasewych, 1980
  - Distorsio perdistorta Fulton, 1938 - hunchback distorsio
  - Distorsio reticulata Röding, 1798
- Chi Persona D. de Montfort, 1810

## Hình ảnh

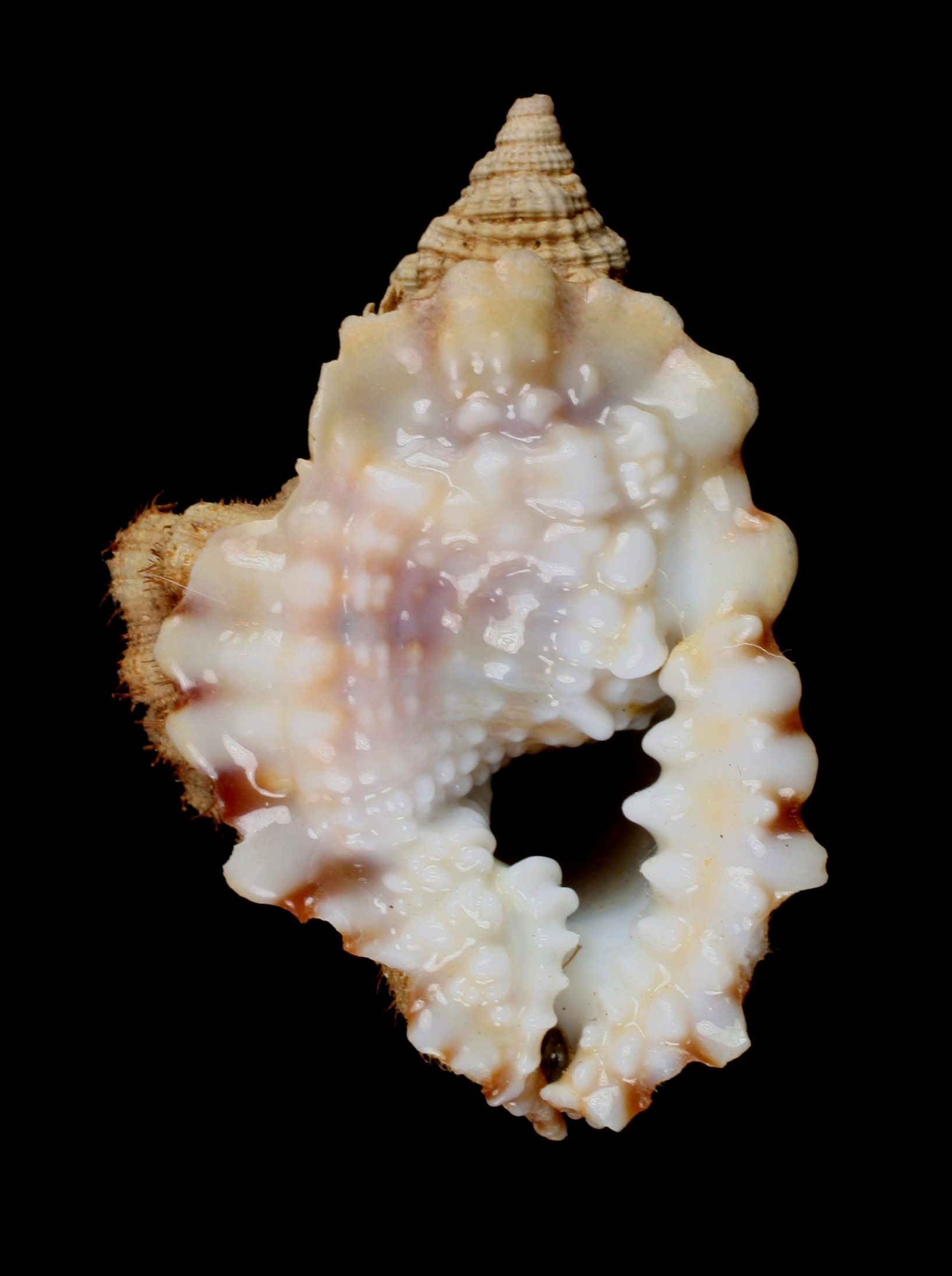
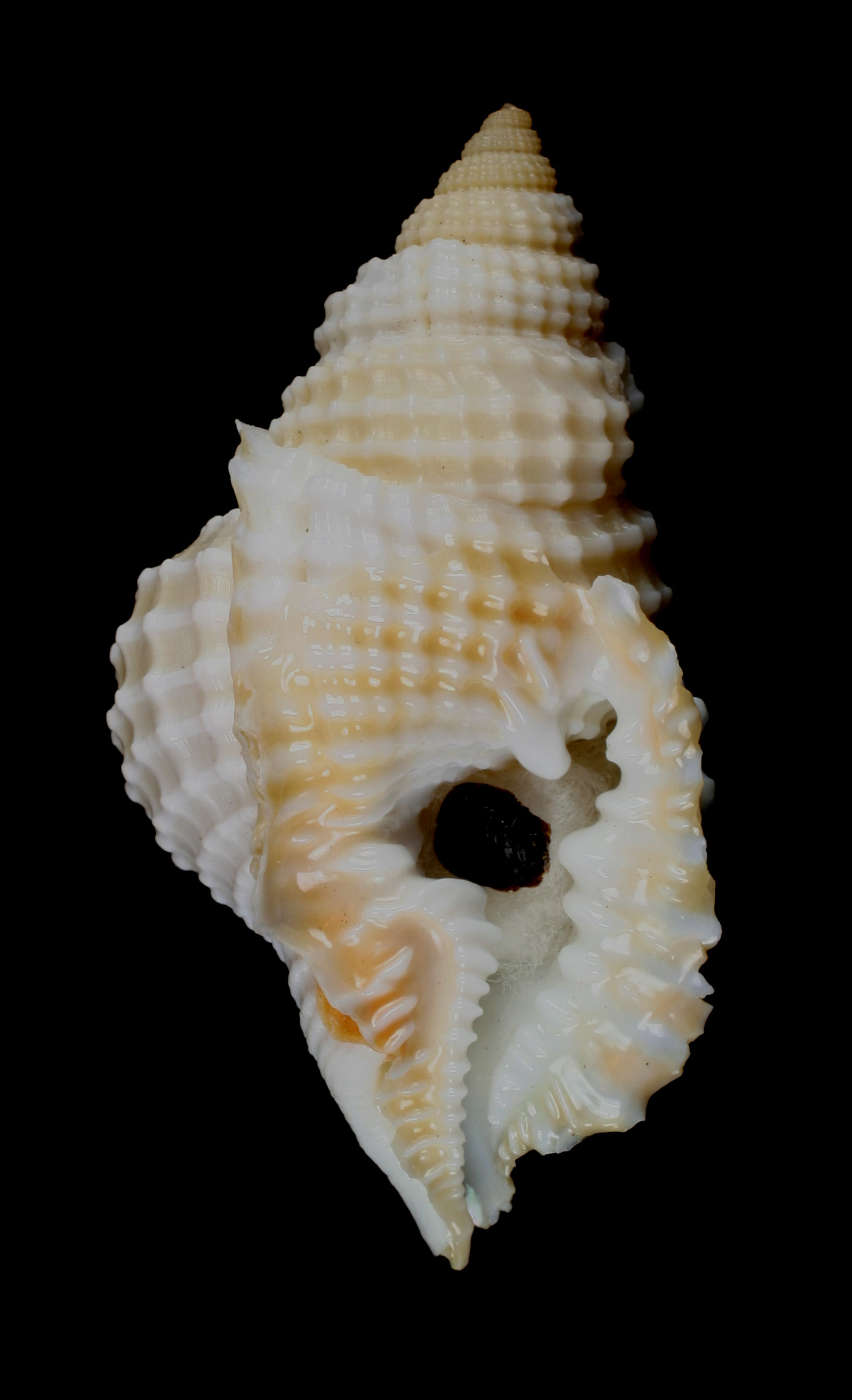
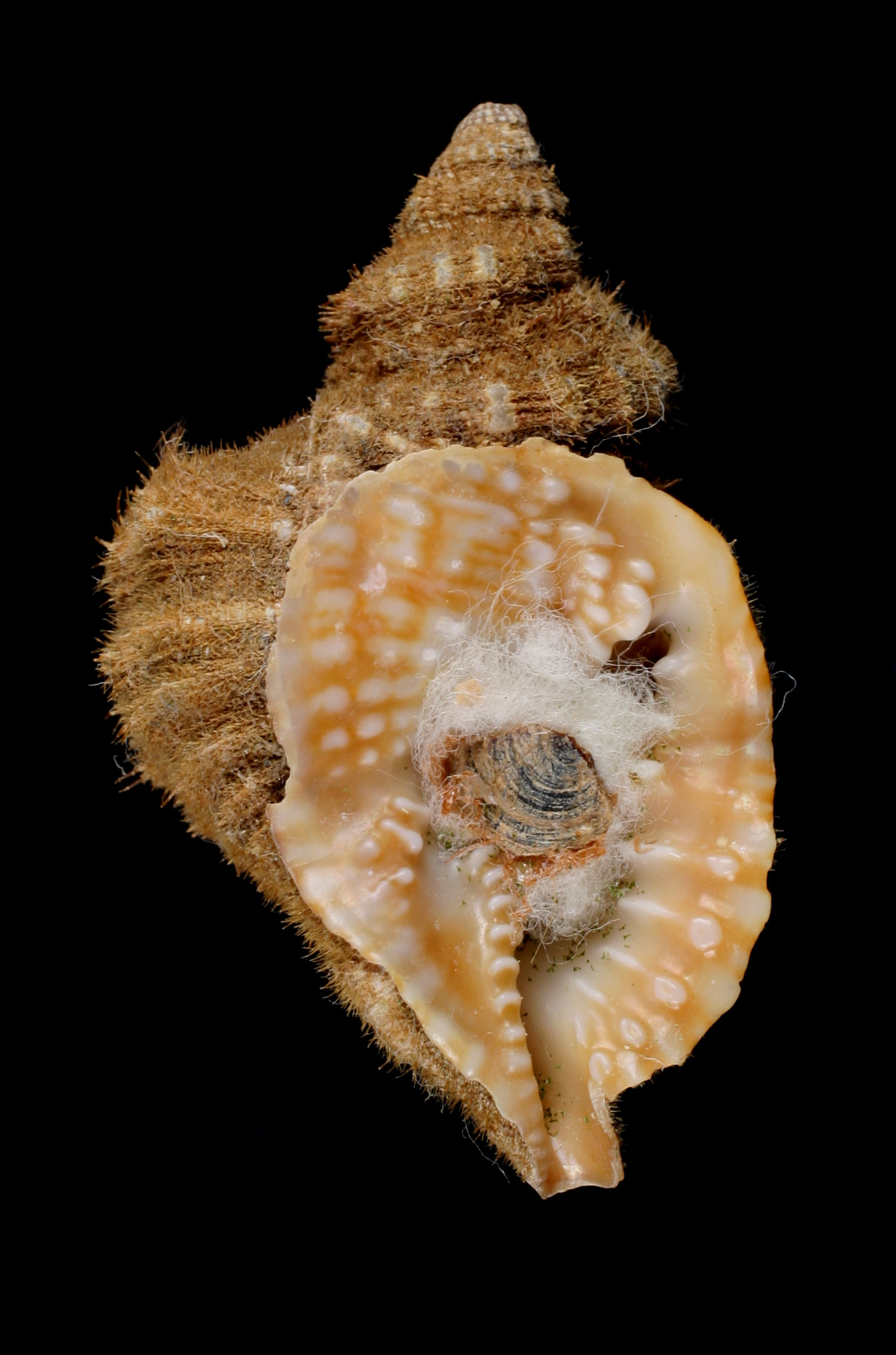
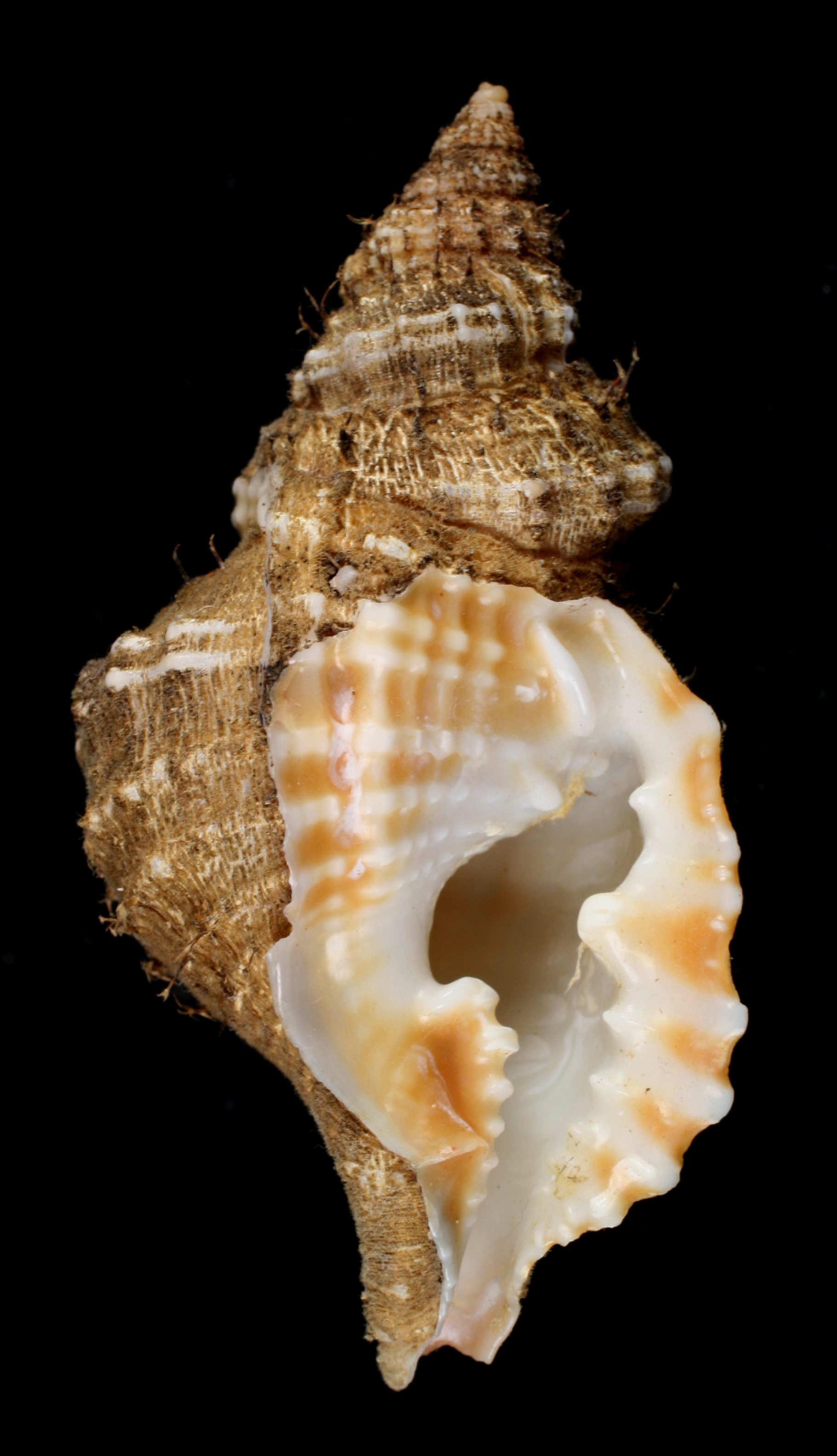